# Подгорновцы
Подго́рновцы — секта, возникшая в последней четверти XIX столетия в Харьковской губернии Российской империи. Убеждения подгорновцев во многом схожи с убеждениями хлыстов. Основателем секты является крестьянин села Тростянец Ахтырского уезда Харьковской губернии Василий Карпович Подгорный (1831—1914).

## Основание секты
В г. Богодухове, в котором у него имелся собственный земельный участок, Василий Карпович Подгорный сперва устроил богадельню, которую вскоре обратил в женскую общину, а в дальнейшем, в 1893 году присвоил ей статус женского монастыря.
Через некоторое время Подгорный отправляется в паломничество на Афон, возвратившись из которого начинает уверять окружающих в том, что им на Афоне принято монашество с именем Стефана, а также пройдено посвящение в иерейский сан. В доказательство Подгорный имел у себя священническое облачение, напрестольный крест и Евангелие, а также множество богослужебных книг.
Через некоторое время, после возвращения с Афона, Подгорным в разных местах Харьковской губернии были основаны общины, в которые набирались исключительно молодые девушки, для которых Подгорный вводил монастырский устрой жизни с общей молитвой, общим столом и дневными общими занятиями.
Ночью, особенно перед воскресеньями и праздничными днями, в каждой общине устраивались тайные собрания, во время которых Подгорный, под предлогом богоугодных целей, якобы сексуально растлевал девушек.

## Раскрытие деятельности секты
В 1891 году харьковский архиепископ Амвросий приказал провести церковное расследование в отношении Подгорного, в результате которого был сделан вывод, что Подгорный изнасиловал двести своих последовательниц. Однако в своей тайной переписке церковные власти признали, что проведенное ими расследование не предоставило убедительных доказательств этого, и что расследование было частично заблокировано «скрытностью прельщенных сектанток». Несмотря на слабость обвинения, 17 октября 1892 года прокурор сообщил, что нахождение Подгорного на свободе представляет опасность. 31 октября Подгорный был арестован, а 8 декабря его без суда поместили в тюрьму суздальского Спасо-Ефимьева монастыря.
Однако даже после помещения в монастырь Подгорный продолжал руководить своей сектой и оказывал влияние как на своих существующих единомышленников, к тому времени достигших значительного количества, так и на традиционно православных верующих. Учение Подгорного через некоторое время дошло даже до Курской губернии.
Своё руководство сектой и распространение идей Подгорный проводил посредством переписки, которую передавал своей жене и двум дочерям, снимавшим квартиру неподалёку от монастыря, в котором был заключён Подгорный. В данной квартире также останавливались многочисленные почитатели Подгорного, приезжающие к нему на «паломничество».
Через некоторое время, благодаря подобным действиям Подгорного, его община сложилась в многочисленную и довольно прочную организованную секту.

## Основные постулаты секты
Согласно учению подгорновцев, брак является чем-то нечистым и постыдным, а соблюдение женского целомудрия является гордыней перед Богом и людьми. Исходя из этого, женщина должна вступать в сексуальную связь с любым мужчиной, который того пожелает. Подобное поведение женщины подгорновцы объясняли как особый вид послушания, без которого невозможно спасение.
Как и хлысты, подгорновцы прикрывались лицемерным усердием к посещению православных храмов, а также приглашением священнослужителей для отправления в своих домах молебнов; тем не менее, они не раз замечались очевидцами в неуважительных высказываниях в адрес Церкви.

## Продолжение деятельности
В 1903 году Подгорному было предоставлено право возвратиться на малую родину, поскольку ничего сектантского в нём более не усматривалось. Однако Подгорный решил остаться в монастыре, приняв монашество под именем Стефана.
В 1913 году, по свидетельству Бонч-Бруевича, насчитывалось около 60 тысяч последователей Подгорного, которому к тому времени уже исполнилось 82 года.
Впоследствии многие подгорновцы, потеряв своего лидера, также отказались от своих убеждений, однако секта продолжала существовать.

## Деятельность в советское время
В 1920-е годы некоторые последователи Подгорного основали тайный монастырь в селе Зайцево, который просуществовал на протяжении двух десятилетий, а затем был обнаружен и уничтожен властями.
Другую группу сторонников Подгорного возглавлял его внук Василий Филиппович Подгорный. В 1930 году он противостоял коллективизации и был арестован по обвинению в «членстве в контрреволюционной монархической организации», 2 января 1932 года он был приговорён к десяти годам заключения, а затем, 4 ноября 1937 года, к расстрелу.
Во время Великая Отечественная война и немецкой оккупации Украины подгорновцы вышли из подполья, созвали совет в Тростянцах в октябре 1942 года, открыли большое количество церквей.
После освобождения Украины советские органы госбезопасности провели операцию «Халдей», в ходе которой с 1944 по 1946 год были арестованы сотни подгорновцев. Но доклады КГБ 1950-х годов указывают на то, что ещё сотни подгорновцев оставались в подполье.